# Porto di Monfalcone
Il porto di Monfalcone è un porto italiano, situato nel territorio comunale di Monfalcone, in prossimità dell'abitato, ed è il porto marittimo più settentrionale dell'Adriatico, del Mediterraneo e d'Italia.

## Storia
La storia del porto di Monfalcone ha inizio in epoca romana, come si può dedurre da alcuni reperti risalenti al I secolo a.C. Nel corso del V secolo, soprattutto a seguito dell'invasione degli Unni e della caduta di Aquileia (451), il porto decadde, per risorgere un migliaio di anni più tardi in età veneziana (XV secolo), ed acquisire le caratteristiche di porto canale che mantiene tuttora.
Nell'Ottocento, durante la dominazione austriaca, l'imperatore Francesco I diede impulso alla costruzione di nuove strutture e rinforzò gli argini del canale (1816). Ulteriori ampliamenti e il collegamento con la stazione ferroviaria aperta da poco, furono realizzati durante il regno di Francesco Giuseppe negli anni sessanta e settanta del XIX secolo.
Dopo il passaggio di Monfalcone all'Italia (1918) il porto si sviluppò ulteriormente, grazie anche al parallelo sviluppo degli importanti cantieri navali (fondati fin dal 1907-1908 dalla famiglia Cosulich), raggiungendo però la propria conformazione attuale solo negli ultimi decenni del XX secolo. Il porto è governato dall'Autorità di Sistema Portuale del Mare Adriatico Orientale che amministra i porti di Trieste e Monfalcone. Il traffico crocieristico ed i parcheggi per crocieristi sono gestiti da Trieste Terminal Passeggeri.

## Caratteristiche
- I fondali hanno attualmente (2008) una profondità compresa fra i 9,5 e gli 11,7 metri, ma entro il 2023 si prevede possano raggiungere i 12,50 metri (attraverso un'opera di dragaggio)
- Il canale di accesso al porto è lungo 4,5 km e ha una larghezza di 166 metri
- Per le navi da crociera è attualmente disponibile un accosto.
- Le banchine, dotate in totale di dodici accosti sono predisposte per accogliere qualsiasi tipo di mercanzia. Il pescaggio massimo delle imbarcazioni utilizzatrici degli accosti non deve superare i 10,9 metri.

## Servizi

### Magazzini, depositi e silos
Sono disponibili per la clientela: 
- Magazzini (e piazzali) in regime di deposito doganale e di custodia temporanea
- Spazi coperti da tettoie per le merci da imbarcare o sbarcate, ampie superfici di sviluppo del porto ed opportunità di inserimento di operatori privati con proprie strutture
- Due silos granari collegati alla ferrovia della capacità di 70.000 tonnellate ognuno
- Cinque silos destinati ad accogliere cemento: tre della capacità di 1000 tonnellate e due della capacità di 3.500 tonnellate cadauno

### Car Terminal, uffici ed altri servizi
Di grande importanza per gli utilizzatori sono:
- Un vasto piazzale (93.000 m²) capace di ospitare 4.300 veicoli è adibito a Car Terminal. Quest'ultimo è dotato anche di uno spazio destinato al lavaggio di veicoli e di un'officina di pre delivery inspection. Non lontano è stato installato un distributore di carburanti
- Due palazzine ospitano gli uffici della Dogana, della Guardia di Finanza, della Capitaneria di Porto e della Polizia marittima. Negli stessi edifici sono state adibite delle sale per congressi e presentazioni, un bar e un ristorante.

## Traffici
Il porto di Monfalcone ha, e ha sempre avuto, una vocazione prettamente commerciale e industriale; sulle proprie banchine transitano manufatti di ogni tipo (dai prodotti tessili alle automobili), materie prime (minerali), prodotti agricoli (cereali, frutta, ecc.) e rottami vari. Attualmente il traffico globale (totale di merci imbarcate e sbarcata) è di oltre 4,5 milioni di tonnellate.